# Col de Bellevue
Le col de Bellevue est un col de montagne de l'île de La Réunion, département et région d'outre-mer français dans l'océan Indien. Il sépare la commune de La Plaine-des-Palmistes des hauts plateaux de la Plaine des Cafres, qui relèvent du Tampon. Ce faisant, il marque une frontière du parc national de La Réunion.